# Парсонс, Бетти
Бе́тти Па́рсонс (англ. Betty Parsons; 31 января 1900, Нью-Йорк, США — 23 июля 1982, Саутолд на Лонг-Айленде, США) — американская художница, скульптор, галерист, арт-дилер и коллекционер; наибольшую известность принесла ей работа по продвижению зарождающегося в середине XX века в Америке течения абстрактного экспрессионизма.
Как многолетний владелец частной галереи в Нью-Йорке и практикующий художник, она поддерживала коллег, — ровесников и младших современников, — организуя выставки и публикации в прессе, шаг за шагом превращая вчерашних неустроенных маргиналов в респектабельных законодателей художественной моды.

## Биография

### Юность и первые шаги в искусстве
Бетти Бирн Пирсон родилась в 1900 году, и была средней из трех сестёр. Она происходила из очень состоятельной семьи. Привилегированное детство Бетти проходило в Нью-Йорке, Ньюпорте, Палм-Бич (в последних двух местах семья владела загородными домами) и в Париже.
В возрасте десяти лет Бетти была зачислена в принадлежавшую мисс Чапин престижную школу для девочек в Нью-Йорке (Chapin School (англ.)) и провела здесь 5 лет, с 1910 по 1915 год. Хотя училась юная леди посредственно, зато познакомилась и сдружилась здесь со многими будущими компаньонками и единомышленницами.
В 1913 году Бетти посещает проходившую в Нью-Йорке Международную выставку современного искусства Armory Show; свежее детское впечатление от грандиозной выставки раз и навсегда повернуло её судьбу в направлении искусства.
Весной 1920 года Бетти выходит замуж за Скайлера Ливингстона Парсонса, 8-ю годами старшего её, представителя одного из старейших семейств Нью-Йорка. После трёх лет брака пара разошлась. В то время они жили в Париже, и Бетти решает остаться в Европе, чтобы получить художественное образование. Она поступает в академию Гранд-Шомьер и, сделав выбор в пользу скульптуры, начинает брать уроки у живого классика Эмиля-Антуана Бурделя, а также у авангардистов российского происхождения Александра Архипенко и Осипа Цадкина.

### Профессиональная карьера
Бетти Парсонс была одним из ведущих арт-дилеров Нью-Йорка. В сентябре 1946 года она открыла галерею собственного имени на пятом этаже дома № 15 на 57-й улице на Манхэттене, в престижном районе Нью-Йорка, к югу от Центрального парка.
Выставочное пространство галереи ранее принадлежало арт-дилеру Мортимеру Брандту, у которого Бетти Парсонс работала в течение двух лет, когда он расширил спектр своих (весьма консервативных прежде) интересов, открыв раздел современной живописи. Руководить этим разделом в 1944 году он и пригласил Бетти Парсонс.
Выставка, открывающая галерею (после переоформление помещения на имя новой владелицы в 1946 году) была посвящена живописи индейцев северо-западного побережья США. Организатором её выступил художник и теоретик Барнетт Ньюман при участии скульптора Тони Смита.
Занимаясь современным искусством в 40-х—50-х годах, Бетти Парсонс много работает с абстрактными экспрессионистами.
Вот далеко не полный список художников, сотрудничавших с галереей Бетти Парсонс:
- Ханс Хофман (1880—1966)
- Брэдли Уокер Томлин (1899—1953)
- Марк Ротко (1903—1970)
- Адольф Готлиб (1903—1974)
- Клиффорд Стилл (1904—1980)
- Барнетт Ньюмен (1905—1970)
- Леон Полк Смит[англ.] (1906—1996)
- Ли Краснер (1908—1984)
- Джексон Поллок (1912—1956)[8]
- Роберт Мазеруэлл (1915—1991)
- Ричард Пусет-Дарт (1916—1992)[9]
- Теодорос Стамос (1922—1997)

Америка — перекрёсток духовных поисков, и потому она заняла центральное положение в мире.
Американский художник в духовном отношении — гражданин мира.
Проблема принадлежности художников к американскому обществу не важна. Они могут создавать свои работы где угодно. Важно лишь то, что за ними стоит Американская мечта.— Бетти Парсонс, 1949
К концу 1950-х, когда течение абстрактного экспрессионизма перешло в более размеренное русло, она начинает поддерживать зарождающиеся движения минимализма и поп-арта, сосредоточившись на более молодом поколении американских художников. В их числе:
- Агнес Мартин (1912—2004)[10]
- Джозеф Корнелл (1903—1972)[11]
- Форрест Бесс[англ.] (1911—1977)
- Эд Рейнхардт (1913—1967)
- Сол Стейнберг (1914—1999)
- Эллсуорт Келли (1923—2015)
- Роберт Раушенберг (1925—2008)
- Джаспер Джонс (1930 —)
- Ричард Таттл (1941 —)

### Гомосексуальность
Хотя Бетти Парсонс вполне открыто говорила о своих любовных отношениях с женщинами в 1920-е и 1930-е, в дальнейшем она высказывалась более сдержанно. Профессионально занимаясь новыми формами американского искусства по возвращении из Европы Парсонс, пользуясь сложившимся в 1940-х — 1950-х годах благоприятным фоном международного распространения абстрактного экспрессионизма, все силы отдаёт дилерству. Позднее, рефлексируя по поводу положения художника в изменившемся мире, в своих текстах она предлагает определение художественной абстракции, как «инаковости» (англ. difference).

### Общественное признание
На склоне лет, в 1981 году, многолетняя и вдохновляющая других верность искусству была вознаграждена вручением Бетти Парсонс ежегодной премии мэра Нью-Йорка (Mayor’s Awards of Honor for Arts and Culture) с формулировкой «За выдающийся вклад в культурную жизнь города Нью-Йорка».
Она приняла награду из рук своего коллеги, арт-дилера Лео Кастелли, который перечислил полдюжины выдающихся и процветающих художников, выведенных из безвестности усилиями поверившей в их талант Бетти Парсонс.

## Живопись и скульптура Бетти Парсонс
В поздних работах Бетти Парсонс, в которых она совмещает интерес к архитектонике скульптуры с импровизационностью и красочной музыкальностью живописи, прочитывается мягкая мечтательность, воспоминания о безмятежном рае детства.
Создавая многочисленные ассамбляжи (пожалуй, эти небольшие вещи Парсонс — наиболее оригинальный вклад художницы в историю американского постмодернизма), в качестве материальной основы она использует своеобразные «дары моря»: выброшенные на берег, истёртые волнами прибоя обломки досок. Зритель волен трактовать их по своему вкусу; или как послания неведомых богов, или как звуки мольбы о помощи, доносящиеся с потерпевшего крушение судна. Недаром в этих собранных из фрагментов аккумуляциях часто возникает образ далёкого паруса.

### Изображения в сети
- Парусное судно. Рокпорт, между 1943 и 1982. Бумага, гуашь. 22.7 x 30.0 см; Смитсоновский музей американского искусства
- Карибский парус 1973. Дерево, акрил 61,0 × 53,6 × 3.8 см.
- С птичьего полёта 1975 (недоступная ссылка). Дерево, акрил 43,2 × 33,0 × 2.5 см.
- Яркий день, 1966. Холст, акрил 117.0 x 156.3 см; англ. Смитсоновский музей американского искусства
- Без названия, 1978 Архивная копия от 23 июля 2015 на Wayback Machine. Раскрашенная конструкция; дерево, 61,0 × 38.1 см.
- Totem materia-R, 1980 Архивная копия от 23 июля 2015 на Wayback Machine. Крашенный ассамбляж (дерево, металл) 76,2 × 45,7 × 7.6 см.
- Без названия, 1980 Архивная копия от 23 июля 2015 на Wayback Machine. Дерево, акрил 50,8 × 80,0 × 14.6 см.
- Экспозиция живописи Бетти Парсонс фото 1 Архивная копия от 4 марта 2015 на Wayback Machine и 2 Архивная копия от 4 марта 2015 на Wayback Machine в Нью-Йоркской галерее Spanierman Modern. Март 2010.